# Snipex M
O Snipex M é um fuzil de longo alcance de tiro único de 12,7 mm com ejeção automática de cartuchos. Desenvolvido pela empresa XADO-Holding Ltd. (Carcóvia, Ucrânia).

## Projeto
O fuzil Snipex M está disponível em duas versões. O Snipex M75 tem um comprimento de cano de 750 mm e o Snipex M100 tem um comprimento de cano de 1.000 mm. Ambas as versões foram projetadas levando em consideração todos os requisitos para armas de tiro de alta precisão. Os fuzis têm o design bullpup. O cano é totalmente aberto, possui oito ranhuras retas com um giro de 15 polegadas, além de caneluras. Equipado com freio de boca.
O travamento do cano é obtido por meio de um ferrolho giratório. Treze suportes de ferrolho estão dispostos em três fileiras e podem girar 60 graus, o que garante o travamento rígido do cano. Os cartuchos vazios são ejetados automaticamente ao puxar o ferrolho para trás. O processo de ejeção do cartucho é ligeiramente retardado, o que permite que o projétil saia do cano com o ferrolho ainda totalmente fechado. Durante esse tempo, a quantidade máxima de energia é transferida para o projétil.
O fuzil é equipado com uma trava de segurança especial, localizada diretamente acima do punho de pistola, em ambos os lados da arma.
O fuzil apresenta uma série de soluções de projeto especiais para reduzir o recuo e aumentar a precisão do tiro. A redução do recuo é alcançada devido ao sistema de recuo por inércia, que inclui conjuntos de mola e amortecedores hidráulicos ou de mola. Os amortecedores são integrados à caixa superior do receptor, o que permite atirar com a caixa superior encostada em qualquer superfície. A energia do recuo é parcialmente reduzida devido ao freio de boca.
O fuzil é equipado com um bipé original, facilmente dobrável, projetado de forma que o centro de gravidade do fuzil fique abaixo do ponto de montagem do bipé. Durante o tiro, isso proporciona estabilidade e precisão adicionais. O suporte traseiro adicional permite um ajuste rápido às necessidades do atirador. O fuzil possui um trilho Picatinny com inclinação de 35 MOA, no qual vários dispositivos de mira podem ser montados.

## História
O protótipo do fuzil foi apresentado na Exposição Internacional Especializada "Armas e Segurança 2016". Um ano depois, surgiram informações sobre a versão funcional do fuzil Snipex M75 e, um ano depois, o Snipex M100 foi apresentado na exposição "Armas e Segurança 2018".